# Zoen van Woudrichem

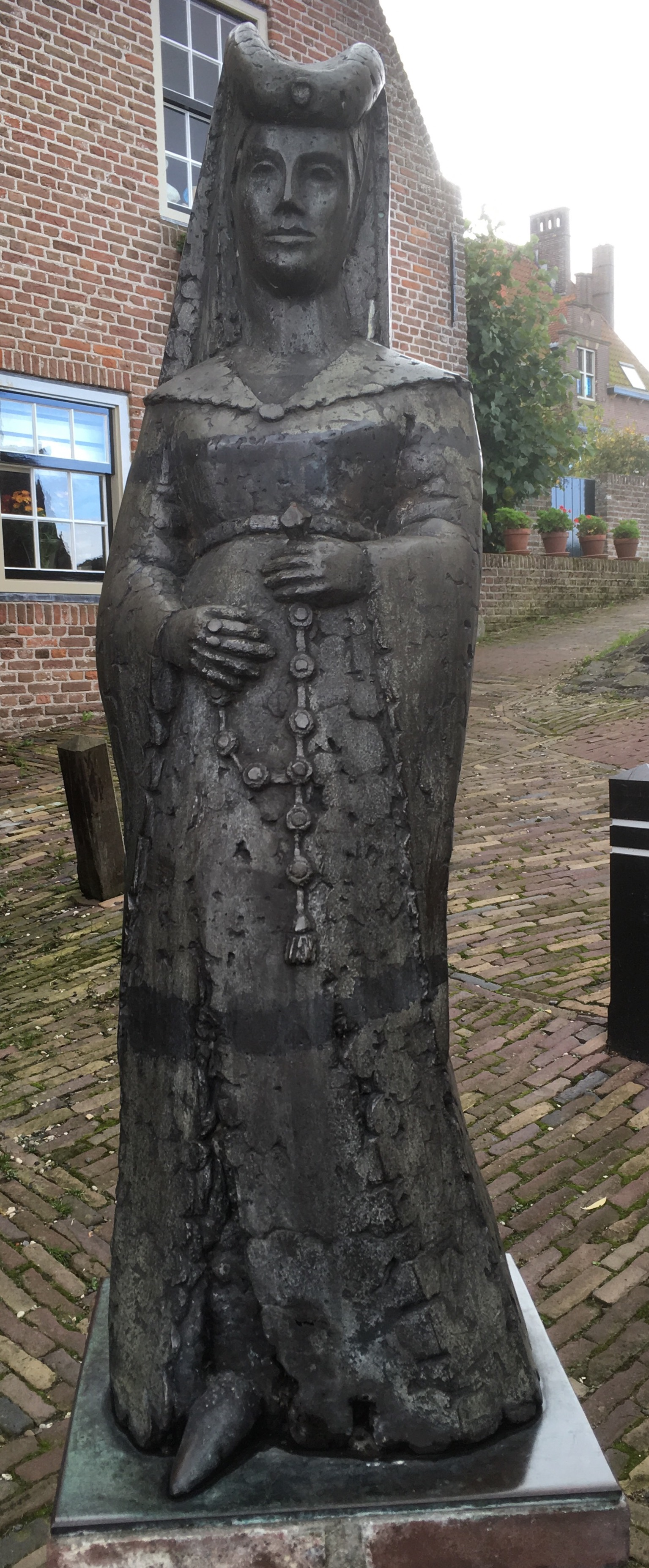
Bronzen standbeeld van Jacoba van Beieren in Woudrichem dat nog herinnert aan de zoen van Woudrichem.

De Zoen van Woudrichem (voluit Verzoening van Woudrichem) was een vredesverdrag tussen Jacoba van Beieren en haar oom Jan VI van Beieren dat op 13 februari 1419 ondertekend werd.

## Verloop
Het verdrag kwam tot stand door bemiddeling van haar neef Filips de Goede, die het liefst zag dat de grondgebieden van Holland en Zeeland verdeeld werd tussen beiden. Jan VI van Beieren (ook wel Jan zonder Genade) vond dat de gewestelijke landerijen niet door een vrouw geregeerd konden worden en vond daarbij steun bij keizer Sigismund. Jacoba van Beieren op haar beurt was de enige overlevende dochter van Willem VI van Holland en meende recht te hebben op de gewestelijke landen, ze ondervond alleen maar steun van de Hoeken, die hun eigen oorlog voerden in de Hoekse en Kabeljauwse twisten en na een mislukt eerste huwelijk wist ze een verbond te sluiten met haar neef Jan IV van Brabant, door middel van huwelijk. Deze verbintenis leek van tevoren al gedoemd te mislukken, want de hertog van Brabant speelde zijn eigen politieke spel. Hij liet zijn vrouw in de steek bij het beleg van Dordrecht en ondernam in het geheim onderhandelingen met Jan van Beieren.
Begin februari 1419 kwamen alle strijdende partijen bijeen in Woudrichem. Onder hen een stoet van Hollandse, Zeeuwse, Henegouwse en Brabantse edellieden. Tijdens de onderhandelingen werd besloten dat de steden Dordrecht, Leerdam, Gorinchem met omliggende landgoederen (Land van Arkel, Land van Altena etc) aan Jan VI van Beieren zouden toekomen en dat hij na Jacoba's dood de erfrechten over Holland, Zeeland en Henegouwen kon verkrijgen. Daarbij zouden de gewesten de komende vijf tot zeven jaar bestuurd worden door Jan IV van Brabant en Jan VI van Beieren als baljuws en zou Jacoba een jaarlijks percentage ontvangen uit de goederen. In Jacoba's ogen vielen deze onderhandelingen niet echt in haar voordeel uit maar tekende wel dit verdrag. Na een korte periode stuurde ze aan op een scheiding van de hertog van Brabant en laaide het conflict weer op tot in 1428 toen een nieuw verdrag de Zoen van Delft werd gesloten.